# Vanvoorstia bennettiana
Vanvoorstia bennettiana (englischer Name: „Bennett's Seaweed“) ist eine ausgestorbene Rotalgenart aus Australien. Das Artepitheton ehrt den australischen Naturforscher George Bennett.

## Beschreibung
Vanvoorstia bennetiana ist eine kleine Rotalge. Von den anderen drei Arten der Gattung ist sie durch ihre kleine Größe, den feinmaschigeren Blättern sowie den reproduktiven Organstrukturen, dem Stichidium, zu unterscheiden.

## Verbreitung
Vanvoorstia bennettiana war nur von zwei Orten bekannt. Beide befinden sich in der Nähe von Sydney Harbour (auch als Port Jackson bekannt). Ein Ort befand sich in der Nähe des östlichen Teils von Spectacle Island, wo sie zwischen dem 1. Mai und dem 15. Mai 1855 entdeckt wurde. Der zweite Ort war ein Kanal zwischen Point Paper und Shark Island, wo 1886 zahlreiche Exemplare gesammelt wurden.

## Aussterben
Bei ihrer Entdeckung galt Vanvoorstia bennettiana als häufig. Seitdem wurde Sydney Harbour jedoch massiv durch menschliche Aktivitäten verändert, was sich im Wesentlichen in der Erhöhung der Silt-Ebene bemerkbar machte. Feinmaschige Algenarten reagieren auf diese Art von Störungen sehr empfindlich, weil der Feinstaub die Blätter verstopft und dadurch das für die Photosynthese notwendige Licht nicht mehr den Organismus erreicht.
Eine Suche durch Arthur Lucas im Jahre 1916 blieb ohne Erfolg und da diese Art nur von zwei Plätzen auf der Welt bekannt war, gilt sie nun als ausgestorben. Die Ursachen waren menschliche Störungen, Lebensraumzerstörung und Umweltverschmutzung entlang der gesamten New-South-Wales-Küste. 2003 wurde Vanvoorstia bennettiana von der IUCN in die Liste der ausgestorbenen Arten aufgenommen.